# Písek (distrito)
O  distrito de Písek (Checo:Okres Písek) é um distrito da República Checa, localizada na região de Boêmia do Sul. Tem 70.000 habitantes e uma área de 1.127 km². Tem 71 Vilas e 5 cidades.

## Cidades
- Milevsko
- Mirotice
- Mirovice
- Písek
- Protivín

## Vilas
- Albrechtice nad Vltavou
- Bernartice
- Borovany
- Boudy
- Božetice
- Branice
- Cerhonice
- Čimelice
- Čížová
- Dobev
- Dolní Novosedly
- Dražíč
- Drhovle
- Heřmaň
- Horosedly
- Hrazany
- Hrejkovice
- Chyšky
- Jetětice
- Jickovice
- Kestřany
- Kluky
- Kostelec nad Vltavou
- Kovářov
- Kožlí
- Králova Lhota
- Křenovice
- Křižanov
- Kučeř
- Květov
- Lety
- Minice
- Mišovice
- Myslín
- Nerestce
- Nevězice
- Okrouhlá
- Olešná
- Orlík nad Vltavou
- Osek
- Oslov
- Ostrovec
- Paseky
- Podolí I
- Probulov
- Přeborov
- Předotice
- Přeštěnice
- Putim
- Rakovice
- Ražice
- Sepekov
- Skály
- Slabčice
- Smetanova Lhota
- Stehlovice
- Tálín
- Temešvár
- Varvažov
- Veselíčko
- Vlastec
- Vlksice
- Vojníkov
- Vráž
- Vrcovice
- Záhoří
- Zbelítov
- Zběšičky
- Zhoř
- Zvíkovské Podhradí
- Žďár